# ريتشارد سامبسون (سياسي)
ريتشارد سامبسون (بالإنجليزية: Richard Sampson)‏ هو سياسي أسترالي، ولد في 16 نوفمبر 1877 في أستراليا، وتوفي في 16 فبراير 1944 في برث في أستراليا. حزبياً، نشط في Western Australian National Party ‏. وقد انتخب عضو الجمعية التشريعية لأستراليا الغربية.